# Andrena cressonii
Andrène à pois
Espèce
Andrena cressonii, communément appelé Andrène à pois, est une espèce d'andrènes de la famille des Andrenidae. Cette espèce est présente en Amérique du Nord,,.

## Étymologie
Son nom spécifique, cressonii, lui a été donné en l'honneur de Ezra Townsend Cresson (d).

## Publication originale
- (en) Charles Robertson, « Descriptions of New Species of North American Bees », Transactions of the American Entomological Society, vol. 18,‎ 1891, p. 49-66 (ISSN 0002-8320 et 2162-3139, JSTOR 25076556, lire en ligne).

## Liste des sous-espèces
Selon Catalogue of Life (4 mai 2020) :
- sous-espèce Andrena cressonii cressonii Robertson, 1891
- sous-espèce Andrena cressonii infasciata Lanham, 1949
- sous-espèce Andrena cressonii kansensis Cockerell, 1899